# Liste de records du monde féminins du 1 500 mètres en patinage de vitesse sur piste courte
Cette page contient l'historique des records du monde féminins du 1 500 m en patinage de vitesse sur piste courte tels qu'ils sont reconnus par l'Union internationale de patinage.
| Nom                    | Temps          | Date             | Lieu           |
| ---------------------- | -------------- | ---------------- | -------------- |
| Louise Begin           | 2 min 42 s 13  | 2 avril 1982     | Moncton        |
| Sylvie Daigle          | 2 min 41 s 75  | 16 avril 1983    | Kobe           |
| Esmeralda Ossendrijver | 2 min 40 s 74  | 7 mars 1987      | Aviemore       |
| Eiko Shishii           | 2 min 36 s 92  | 3 avril 1987     | Montréal       |
| Li Yan                 | 2 min 34 s 85  | 23 février 1988  | Calgary        |
| Kim So-hee             | 2 min 31 s 36  | 15 janvier 1994  | Séoul          |
| Chun Lee-kyung         | 2 min 27 s 38  | 23 février 1995  | Jaca           |
| Kim Yoon-mi            | 2 min 25 s 17  | 2 décembre 1995  | Harbin         |
| Evgenia Radanova       | 2 min 25 s 146 | 6 novembre 1998  | Székesfehérvár |
| Kim Moon-jung          | 2 min 21 s 844 | 17 janvier 1999  | Montréal       |
| Choi Eun-kyung         | 2 min 21 s 069 | 13 février 2002  | Salt Lake City |
| Jung Eun-ju            | 2 min 18 s 861 | 11 janvier 2004  | Pékin          |
| Zhou Yang              | 2 min 16 s 729 | 9 février 2008   | Salt Lake City |
| Choi Min-jeong         | 2 min 14 s 354 | 12 novembre 2016 | Salt Lake City |